# Johann Seidel (Jurist)
Johann Seidel (* 1549 in Leipzig; † 16. August 1604 ebenda) war ein kursächsischer Jurist und 1603 Bürgermeister der Stadt Leipzig.

## Werdegang
Seidel studierte Rechtswissenschaften und wurde Assessor des Kurfürstlich Sächsischen Schöffenstuhls. 1588 wurde er Ratsherr in Leipzig, wo er 1592 zum Stadtrichter und 1602 zum Baumeister ernannt wurde. Im Jahr 1603 war er Bürgermeister der Stadt Leipzig.